# Noyer
Juglans
Pour les articles homonymes, voir Noyer (homonymie).
Genre
Classification APG III (2009)

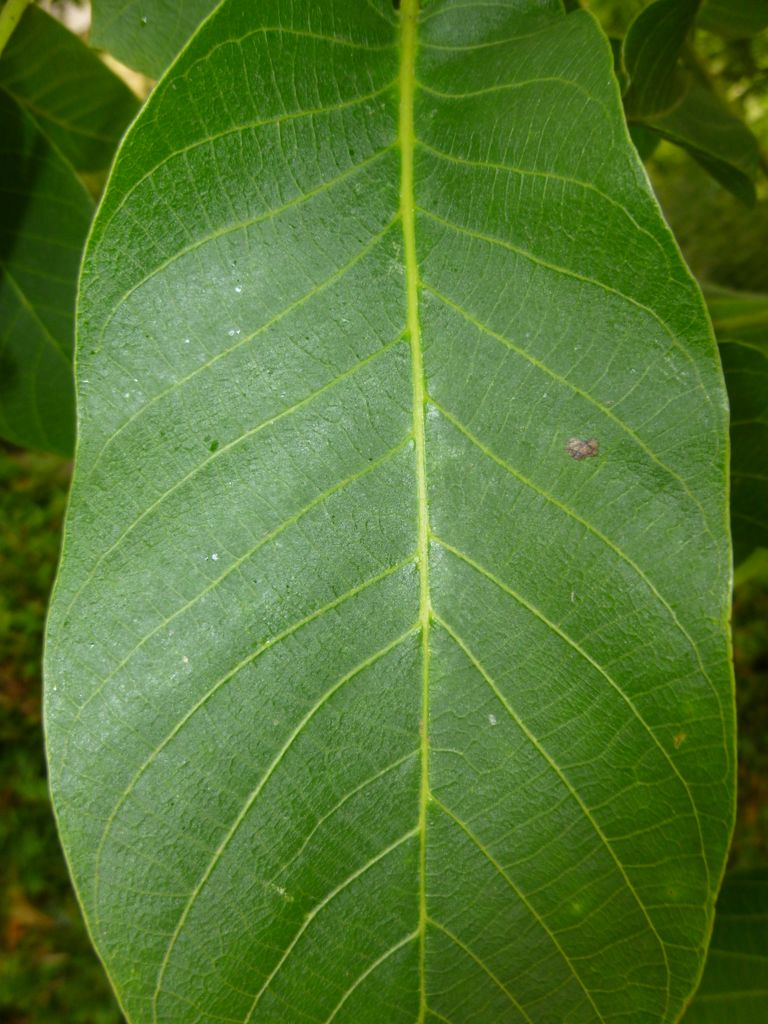
Foliole de feuille de noyer.

Les noyers (Juglans L.) sont un genre d'arbres appartenant à la famille des Juglandacées, originaire des régions tempérées et chaudes principalement de l'hémisphère nord (Eurasie, Amérique du Nord).
Selon Pline l'Ancien et d'autres savants, le nom latin Juglans vient de Jovis glans, « gland de Jupiter ». Son fruit est la noix.

## Caractères généraux

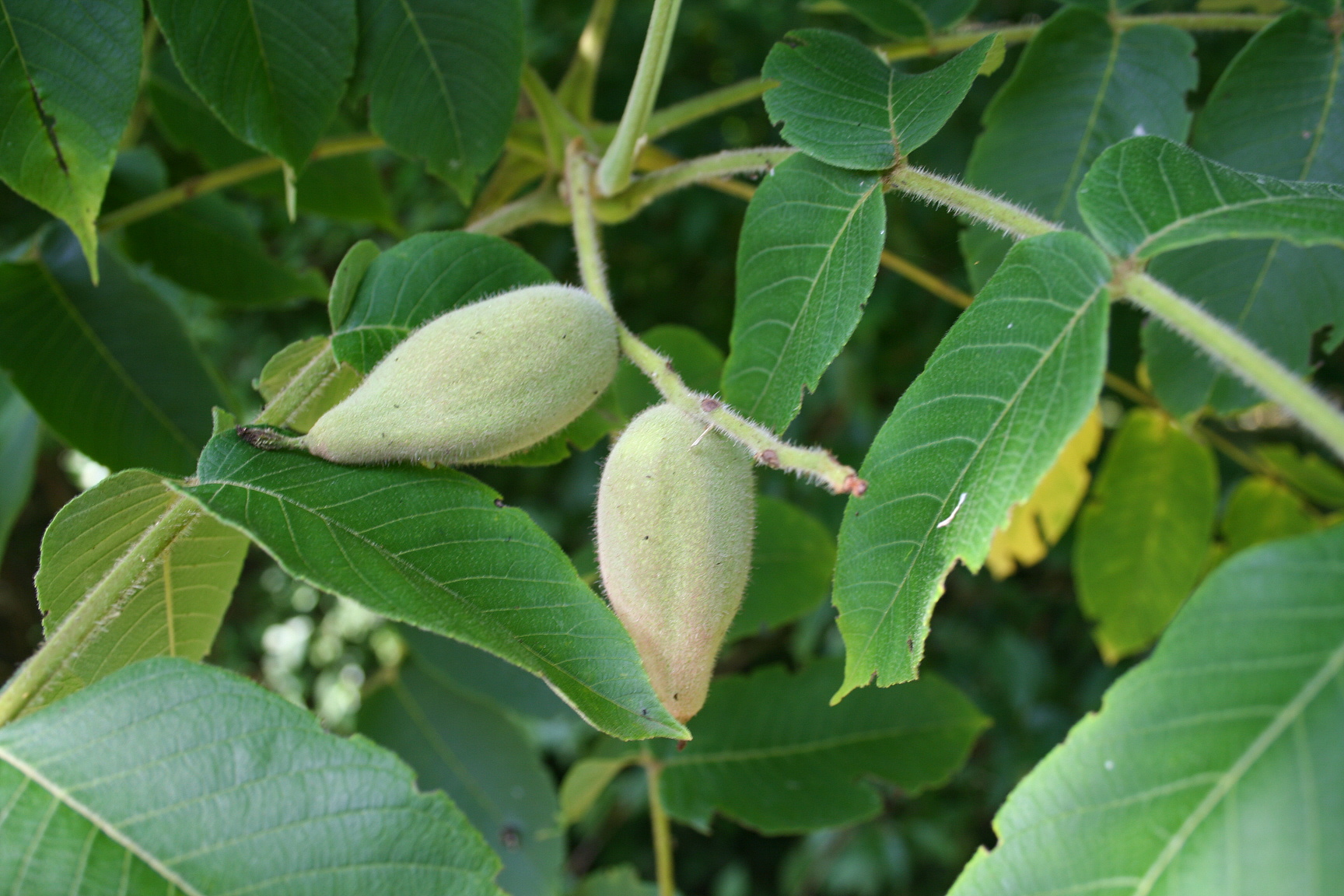
Noix du noyer de Mandchourie (Juglans mandshurica).

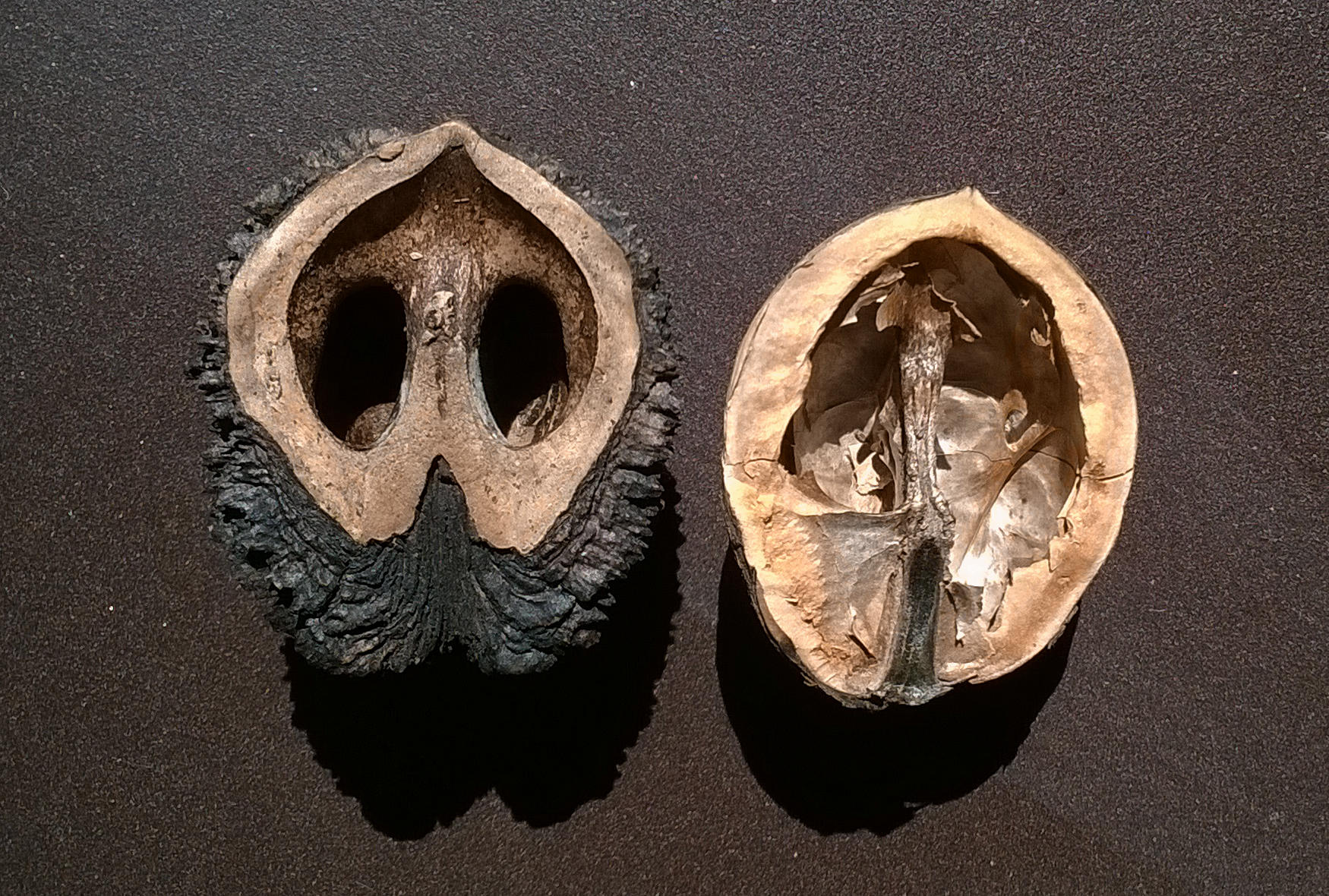
Demi-coques de noix d’Amérique (J. nigra, à gauche) et de noix commune (J. regia, à droite).

Les Juglans sont des arbres de grande taille, à feuilles caduques, glabres, opposées, imparipennées avec des folioles aromatiques de saveur amère et astringente, à branches très ramifiées, à la cime large et touffue. L'astringence provient de la présence d'un tanin, l'hydroxyjuglone, qui embaume quand on froisse la feuille. À la chute des feuilles, l'oxydation de ce composé, avec le temps ou les microbes, donne un dérivé toxique, la juglone.
Ce sont des plantes monoïques (c'est-à-dire que les fleurs males et femelles sont présentes sur le même pied), à pollinisation anémophile.
Les fleurs petites verdâtres sont unisexuées.
Les fleurs mâles (staminées) sont groupées en épis ou chatons allongés, elles comptent jusqu'à 36 étamines.
Les fleurs femelles (pistillées) sont réunies par groupes de 2 à 4, elles ont un stigmate bilobé.
Les fruits sont généralement des drupes indéhiscentes, à endocarpe sclérifié, contenant une seule graine à cotylédons développés et riches en matière grasse, le fruit qui pousse sur l'arbre est la noix.

## Distribution
Ce genre est répandu principalement dans les régions tempérées  et subtropicales  d'Eurasie et d'Amérique, essentiellement dans l'hémisphère nord. Il est totalement absent, sauf introduction par l'homme, d'Afrique et d'Océanie.
La plupart des espèces sont originaires d'Amérique du Nord. Une seule est spontanée en Europe : Juglans regia, le noyer commun.
Un des modes de culture est de greffer du noyer à fruit sur un tronc déjà haut de noyer-bois. On produit ainsi à la fois des noix et du bois de valeur.

## Exigences écologiques
Le noyer-bois est réputé relativement rustique une fois qu'il a passé les premières années.  Le noyer-fruit souffre du stress hydrique (pour les fruits plus que pour le bois). Les trois quarts des noyers plantés en France en boisement de terre agricole sur des sites ne lui convenant pas, ou sans entretien les premières années sont morts (cette espèce est sensible à la concurrence dans les premières années)[réf. souhaitée].
C'est une des premières espèces testées avec succès en agrosylviculture par l'INRA dans le Domaine de Restinclières, notamment. Ces expériences montrent que le noyer pousse très lentement en milieu sec et drainant, mais qu'il gagne néanmoins en diamètre et peut après une cinquantaine d'années fournir un bois de valeur.

## Principales espèces
- Juglans ailantifolia Carrière, Noyer du Japon
- Juglans australis Griseb.,
- Juglans boliviana (C. DC.) Dode, Noyer de Bolivie
- Juglans californica S. Watson, Noyer de Californie
- Juglans cinerea L., Noyer cendré
- Juglans guatemalensis W. E. Manning,
- Juglans hindsii Jeps. ex R. E. Sm., Noyer de Hind
- Juglans hirsuta W. E. Manning,
- Juglans hopeiensis Hu,
- Juglans jamaicensis C. DC., Noyer des Antilles
- Juglans major (Torr.) A. Heller, Noyer noir d'Arizona
- Juglans mandshurica Maxim., Noyer de Mandchourie
- Juglans microcarpa Berland., Noyer du Texas
- Juglans mollis Engelm.,
- Juglans neotropica Diels, Noyer des Andes
- Juglans nigra L., Noyer noir ou Noyer d'Amérique
- Juglans olanchana Standl. & L. O. Williams,
- Juglans pyriformis Liebm.,
- Juglans regia L., Noyer commun ou Noyer royal
- Juglans sigillata Dode,
- Juglans soratensis W. E. Manning,
- Juglans ×intermedia (C. DC.) Carrière, (hybride Juglans nigra × Juglans regia).

## Symbolique
Le noyer empêche la croissance de plantes qui poussent dans son voisinage : la pluie emporte avec elle un composé, le juglon, sécrété par le noyer qui s'oxyde une fois au sol. Cette substance, présente dans les feuilles et l'écorce, inhibe la germination des graines et perturbe la croissance des autres plantes. Cet effet d'inhibition de la rhizosphère est peut-être à l'origine de la superstition populaire qui dit que se coucher sous un noyer est dangereux (risque d'être visité par le Diable, l'odeur forte du noyer étant jadis réputée provoquer des nausées, céphalées). Dans la même optique, Olivier de Serres rapproche nux du verbe latin nocere, « nuire », il est recommandé par exemple ne pas tailler des statues de la Vierge dans son tronc ; refuge pour les sorcières, les bancs de brume matinale entourant les noyers sont interprétés comme les dessous abandonnés par ces sorcières.
Jacques Brosse rapproche le nom en grec ancien du noyer, καρύα / karúa, des Kères, divinités infernales. Dans la mythologie grecque, Karya était la plus jeune des filles du roi Dion, métamorphosée par Dionysos en noyer. Il existait à l'époque pélasgique une divinité nommée Kar, ou Ker, qui donna son nom à la Carie, et qui devint ensuite Artémis Karyatis.
Ces superstitions n'empêchent pas le monde médiéval d'utiliser tous les produits du noyer : bois en ébénisterie ou pour fabriquer les meilleurs sabots, brou de noix comme colorant pour fabriquer des encres brunes ou comme teinture du bois, des étoffes et des cuirs, écorce, feuilles dépuratives, antiscrofuleuses et antituberculeuses, huile de noix vermifuge.

## Économie

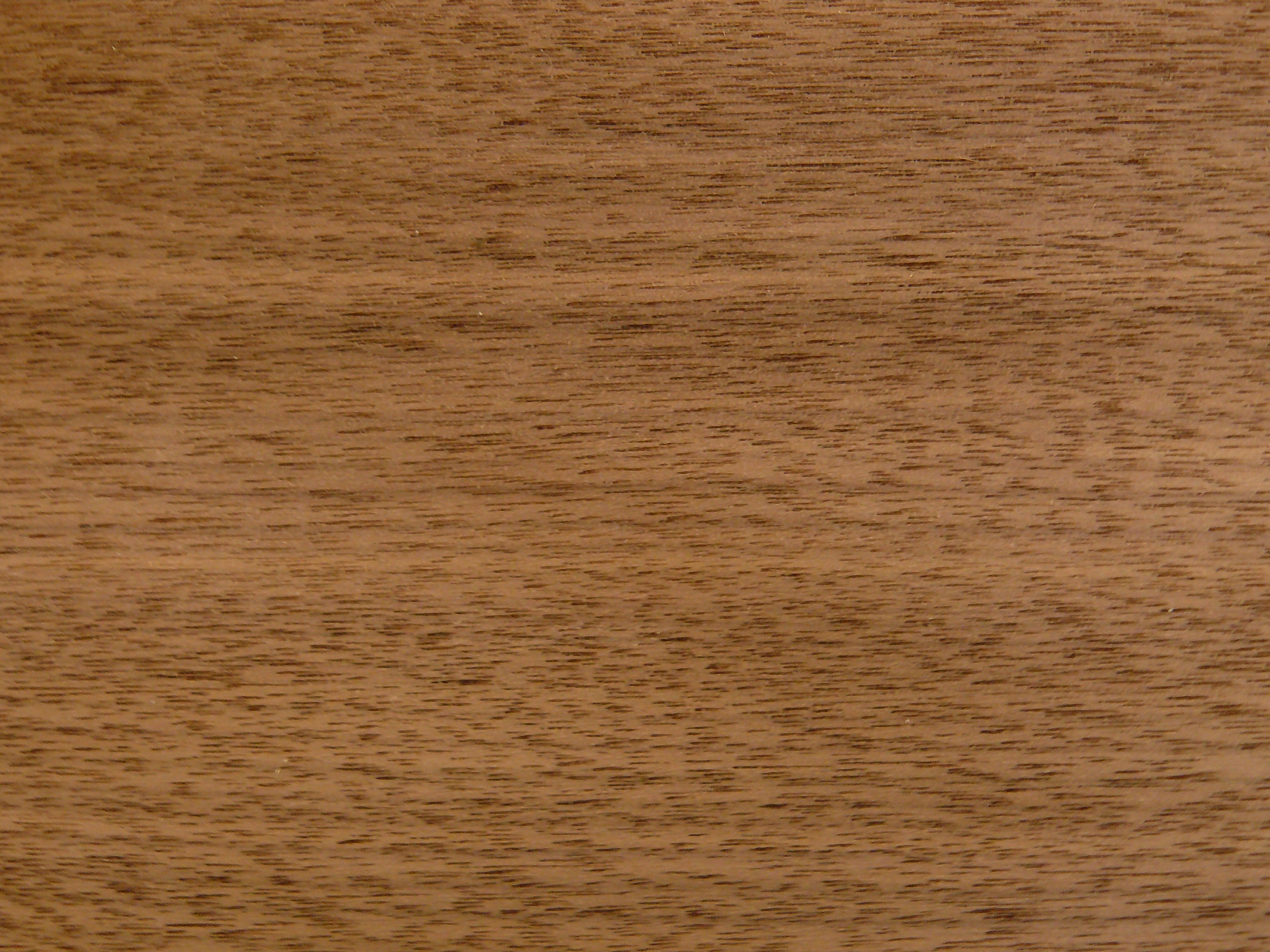
Texture du bois de noyer.

Plusieurs espèces sont cultivées pour leurs fruits, les noix, en particulier le noyer commun, dont les noix assez grosses ont une coque mince, et le noyer noir originaire d'Amérique du Nord, bien que les noix de ce dernier aient un goût très recherché, elles sont cependant plus difficiles à extraire de leur coque très épaisse.
Certaines sont cultivées aussi pour leur bois, le noyer est traditionnellement recherché pour cet usage, tant en ébénisterie que pour la fabrication d'objets divers, dont les crosses de fusil. 
Le noyer hybride, issu du croisement (à l'origine naturel) entre le noyer commun et le noyer noir, est utilisé pour la production de bois car il est de croissance très rapide. Plusieurs variétés hybrides sont testées en agroforesterie. Diverses variétés sont aussi recherchées comme arbres d'ornement.
| Production en tonnes en 2004-2005 Données de FAOSTAT (FAO) Base de données de la FAO, accès du 14 novembre 2006 Nota bene : poids donné avec la coquille. | Production en tonnes en 2004-2005 Données de FAOSTAT (FAO) Base de données de la FAO, accès du 14 novembre 2006 Nota bene : poids donné avec la coquille. | Production en tonnes en 2004-2005 Données de FAOSTAT (FAO) Base de données de la FAO, accès du 14 novembre 2006 Nota bene : poids donné avec la coquille. | Production en tonnes en 2004-2005 Données de FAOSTAT (FAO) Base de données de la FAO, accès du 14 novembre 2006 Nota bene : poids donné avec la coquille. | Production en tonnes en 2004-2005 Données de FAOSTAT (FAO) Base de données de la FAO, accès du 14 novembre 2006 Nota bene : poids donné avec la coquille. | Production en tonnes en 2004-2005 Données de FAOSTAT (FAO) Base de données de la FAO, accès du 14 novembre 2006 Nota bene : poids donné avec la coquille. |
| --- | --- | --- | --- | --- | --- |
| Chine | 415 000 | 29 % | 420 000 | 28 % | |
| États-Unis | 294 840 | 20 % | 322 050 | 21 % | |
| Iran | 150 000 | 10 % | 150 000 | 10 % | |
| Turquie | 126 000 | 9 % | 133 000 | 9 % | |
| Ukraine | 90 700 | 6 % | 93 000 | 6 % | |
| France | 26 422 | 2 % | 33 241 | 2 % | |
| Inde | 34 000 | 2 % | 31 500 | 2 % | |
| Égypte | 27 000 | 2 % | 27 000 | 2 % | |
| Serbie-et-Monténégro | 22 684 | 2 % | 24 000 | 2 % | |
| Espagne | 25 700 | 2 % | 22 000 | 1 % | |
| Grèce | 20 181 | 1 % | 21 643 | 1 % | |
| Mexique | 19 000 | 1 % | 19 000 | 1 % | |
| Moldavie | 18 000 | 1 % | 18 000 | 1 % | |
| Autriche | 17 735 | 1 % | 17 000 | 1 % | |
| Allemagne | 16 900 | 1 % | 16 900 | 1 % | |
| Italie | 15 000 | 1 % | 16 000 | 1 % | |
| Roumanie | 15 608 | 1 % | 15 500 | 1 % | |
| Autres pays | 121 358 | 8 % | 132 982 | 9 % | |
| Total | 1 456 128 | 100 % | 1 512 816 | 100 % | |

## Pharmacopée
Cette étude a comparé les compositions lipidiques, la teneur en composants mineurs, l'indice de stabilité à l'oxydation et les capacités de piégeage des radicaux libres des huiles de noix de deux espèces : Juglans regia (noix commune) et Juglans sigillata (noix de fer). Les résultats ont montré que l'huile de fer et de noix contenait moins de C16: 0 (4,97–5,25%) et un acide gras spécial (acide érucique C22: 1). L'huile de noix commune a fourni des tocophérols plus élevés (441,03–490,32 mg / kg), des phytostérols (1014,49–1211,40 mg / kg), du squalène (4,41–5,21 mg / kg) et des polyphénols (44,78–64,61 mgGAE / kg) et de meilleures capacités antioxydantes. 
L'huile de noix des différentes espèces de noix peut être distinguée par une analyse en composantes principales et une analyse par grappes hiérarchiques. De plus, une régression linéaire multiple a été utilisée pour évaluer les contributions des composants mineurs à la capacité de piégeage des radicaux libres des huiles de noix et pour développer un modèle prédictif de la capacité antioxydante de l'huile.
Ces informations ont des implications importantes pour la valeur nutritionnelle et la production industrielle d'huile de noix.

## Maladies
- La mouche du brou de la noix dont la larve attaque l'enveloppe de la noix, la noircissant, d’où une perte commerciale.
- Le carpocapse du noyer (Cydia pomonella L.) est un insecte dont la larve s'attaque à l'enveloppe et à l'amande (le même insecte s'attaque également aux pommes et aux poiriers).
- La « bactériose du noyer » (due à la protéobactérie Xanthomonas campestris pv. juglandis) affecte le feuillage, les rameaux et les fruits[7].
- La Maladie de l'encre